# 鈴村和成
鈴村 和成（すずむら かずなり、1944年3月22日 - ）は、日本の文学研究者、フランス文学者、文芸評論家、翻訳家。横浜市立大学名誉教授。紀行作家、写真家、詩人としても活躍。

## 来歴
愛知県名古屋市生まれ。東京大学文学部仏文科卒。1972年、倉橋健一、清水昶、藤井貞和、佐々木幹郎、米村敏人とともに、詩誌「白鯨」を創刊。1991年、アルチュール・ランボー没後100年に、写真家の大島洋とともにランボー紀行を行ない、イエメンのアデン、エジプトのカイロ、キプロスのラルナカ等を歴訪。翌年、四谷三丁目のギャラリー「モール」で写真展「ランボーのスティーマー・ポイント」を開催。同年、同題の本を集英社から刊行。同年、渋谷パルコで粟津則雄、渋沢孝輔、島田雅彦、瀬尾育生とともに、シンポジウム「ランボー101年」を開催。連携して吉祥寺パルコで鈴村個人の写真展「ランボー101年」を開く。同年、同題の特集を「現代詩手帖」で編著。その後、数次のランボー紀行でアデンとエチオピアのハラールを訪れ、「文學界」1994年10月号に紀行小説「ランボー・バザール」を発表。これを元に『ランボーとアフリカの8枚の写真』を著わす。
アルチュール・ランボーを専門とするが村上春樹論も多数ある。村上論としては、2010年から2014年に「文學界」へ不定期連載した「村上春樹『1Q84』の東京サーガを行く」「東奔西走 - 谷崎潤一郎と村上春樹」など。
2007年から2010年には野村喜和夫とともに、文芸誌「すばる」に「金子光晴デュオの旅」を不定期連載した。1993年より3年間、読売新聞の読書委員として書評を担当。詩人として『歴程』同人。2011年より「藤村記念歴程賞」選考委員。2009年横浜市立大学を定年退職、執筆に専念。
2009年、『ランボーとアフリカの8枚の写真』など一連の紀行により第47回藤村記念歴程賞受賞。

## 著書
- 『ランボー叙説「イリュミナシオン」考』（永井出版企画） 1970
- 『異文 評論集』（思潮社） 1973
- 『青い睡り』（永井出版企画） 1974
- 『未だ / 既に 村上春樹と「ハードボイルド・ワンダーランド」』（洋泉社） 1985
- 『テレフォン 村上春樹、デリダ、康成、プルースト』（洋泉社） 1987
- 『微分せよ、秒速で』（書肆山田） 1988
- 『パリ、砂漠のアレゴリー ジャベスとともに』（洋泉社） 1989
- 『境界の思考 ジャベス・デリダ・ランボー』（未來社） 1992
- 『ランボーのスティーマー・ポイント』（集英社） 1992
- 『ケルビンの誘惑者』（思潮社） 1993
- 『幻の映像 写真とテクスト』（青土社） 1993
- 『村上春樹クロニクル 1983 - 1995』（洋泉社） 1994
- 『バルト テクストの快楽』（講談社、現代思想の冒険者たち） 1996
- 『小説の「私」を探して』（未來社） 1999
- 『ランボー、砂漠を行く アフリカ書簡の謎』（岩波書店） 2000、のち岩波人文書セレクション
- 『愛について プルースト、デュラスと』（紀伊國屋書店） 2001
- 『金子光晴、ランボーと会う マレー・ジャワ紀行』（弘文堂） 2003
- 『村上春樹とネコの話』（彩流社） 2004
- 『ヴェネツィアでプルーストを読む』（集英社） 2004
- 『アジア、幻境の旅 日野啓三と楼蘭美女』（集英社） 2006
- 『黒い破線、廃市の愛』（書肆山田） 2006
- 『ランボーとアフリカの8枚の写真』（河出書房新社） 2008
- 『書簡で読むアフリカのランボー』（未來社） 2013
- 『紀行せよ、と村上春樹は言う』（未來社） 2014
- 『村上春樹は電気猫の夢を見るか?』（彩流社） 2015
- 『テロの文学史 三島由紀夫にはじまる』（太田出版） 2016
- 『三島SM谷崎』（彩流社） 2016
- 『ボブ・ディランに吹かれて 春樹、ランボーと聴く詩（うた）』（彩流社） 2017
- 『笑う桐野夏生 〈悪〉を書く作家群』（言視舎） 2020.6

### 共著
- 『金子光晴デュオの旅』（野村喜和夫共著、未來社） 2013
- 『ゆるゆる人生のみつけかた 金子光晴の名言から』（野村喜和夫共著、言視舎） 2014

### 共編著
- 『昭和文学60場面集 小説空間を読む 6 居住篇』（山形和美共編著、中教出版） 1990
- 『写真とフィクション 写真を読む「快楽」のために』（編著、洋泉社） 1991

### 翻訳
- 『ダダ宣言』（トリスタン・ツァラ、小海永二共訳、竹内書店） 1970
- 『視線の権利』（ジャック・デリダ、哲学書房） 1988
- 『レーニン・ダダ』（ドミニク・ノゲーズ、ダゲレオ出版） 1990
- 『三人のランボー』（ドミニク・ノゲーズ、ダゲレオ出版） 1992
- 『新訳 イリュミナシオン』（アルチュール・ランボー、思潮社） 1992
- 『アリスの不思議なお店』（フレデリック・クレマン、紀伊國屋書店） 1997
- 『小冊子を腕に抱く異邦人』（エドモン・ジャベス、書肆山田） 1997
- 『ランボー詩集』（思潮社） 1998
- 『ランボー全集 個人新訳』（みすず書房） 2011.7
- 『テクストの楽しみ』（ロラン・バルト、みすず書房） 2017.1